# إضراب طلابي

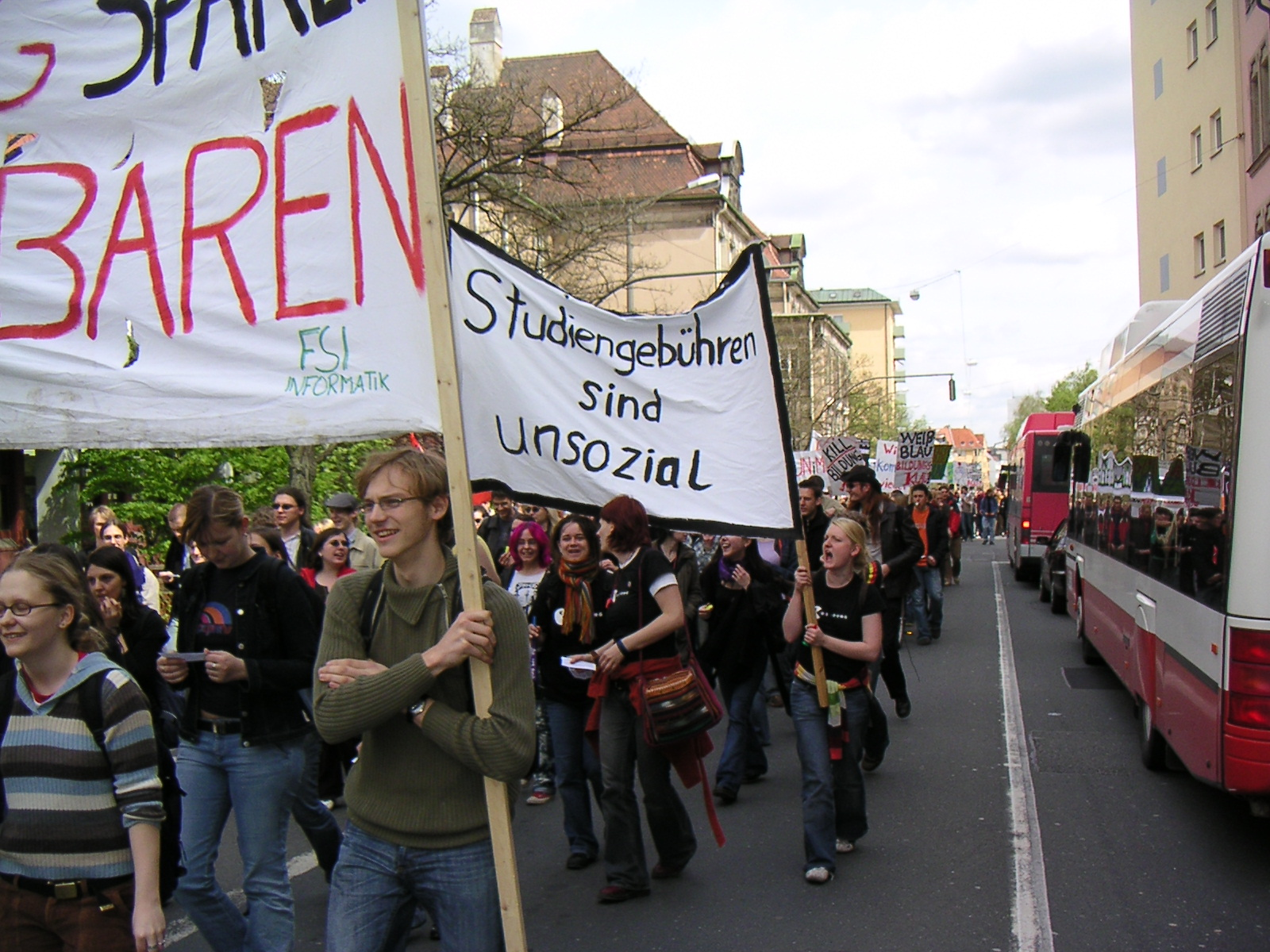

الإضراب الطلابي هو نوع من الإضراب يحدث عندما يقوم الطلبة في مدرسة أو كلية أو جامعة بالاعتصام ويمتنعون عن دخول فصولهم الدراسية. ويستخدم الإضراب كأسلوب تفاوض مع إدارة المؤسسة التعليمية، خاصة في البلاد حيث التعليم مجانيًا، فلا تستطيع الحكومة أن تتحمل غياب الطلبة فترة معينة هي مدة الإضراب، مما يتسبب في حمل زائد في عام دراسي ما، وغياب فصل كامل في العام الدراسي الذي يليه.مثل الاعتصام الطلابي في العراق